# Abbeville-Saint-Lucien
Abbeville-Saint-Lucien är en kommun i departementet Oise i regionen Hauts-de-France i norra Frankrike. Kommunen ligger i kantonen Froissy som tillhör arrondissementet Clermont. År 2022 hade Abbeville-Saint-Lucien 510 invånare.

## Befolkningsutveckling
Antalet invånare i kommunen Abbeville-Saint-Lucien
| Referens: INSEE |